# Андронік Валерій Михайлович
Валерій Михайлович Андронік (рум. Valeriu Mihailovici Andronic; 21 грудня 1982, Кишинів, Молдавська РСР, СРСР) — молдавський футболіст, півзахисник клубу «Академія УТМ».

## Кар'єра

### Клубна
Вихованець футбольної школи клубу «Зімбру». Перші наставники: Георгій Сажин та Сергій Карманов. В основному складі клубу не закріпився через високуконкуренцію, тому покинув команду і поїхав в Румунію. Постійна зміна тренерів не дозволила Андроніку розкрити свої здібності, і він довгий час грав у команді «Пояна Кимпіна» — фарм-клубі бухарестського «Динамо». У складі бухарестської команди став чемпіоном Румунії, однак зіграв лише сім ігор.
У 2001 році він переїхав до Угорщини, в складі команди МТК завоював титул чемпіона країни, але через відсутність річної візи залишив клуб і пішов у московське «Динамо». Зігравши 10 ігор в молодіжній першості, відмовився продовжувати контракт і повернувся в Молдавію, де три місяці виступав за «Тилігул-Тирас».
2005 року Валерій перейшов у харківський «Металіст», однак серйозно посварився з Мироном Маркевичем і повернувся в Молдову, де виступав за кишинівську «Політехніку». Відігравши за кишинівський клуб 5 матчів, Валерій отримав серйозну травму і вибув зі складу на рік.
Пізніше знову поїхав в Румунію, де виступав за «Прогресул» та «Інтер Газ», а потім вдруге приїхав до Росії для виступу за «Балтику».
У 2009 році перейшов в чеський «Богеміанс», в якому планував грати протягом двох з половиною років, однак потім перейшов в астанинський «Локомотив», де навіть увійшов до списку 33 кращих футболістів країни.
У 2011—2012 роках виступав за хабаровську «СКА-Енергію».
6 вересня 2013 року підписав контракт з таджицьким «Худжанждом», але вже наступного року повернувся на батьківщину, де виступав за низку клубів крім недовгого періоду 2014—2015 років, коли грав за бахрейнський клуб «Малкія».

### У збірній
Дебют у збірній відбувся під керівництвом Олександра Спірідона 15 серпня 2001 року в матчі проти збірної Португалії (молдовани програли 0:3). У 2009 році керівництво «Балтики» пропонувало Валерію російський паспорт в обмін на відмову від виступів за збірну, на що Валерій не погодився і змушений був через це покинути команду.

## Досягнення
- Чемпіон Угорщини: 2002/03
- Володар Кубка Казахстану: 2010

## Родина
Валерій родом з великої футбольної родини. Батько — Михайло, тренер ДЮСШ клубу «Буюкань». Мати — Євгенія. Дружину звуть Анжела. Діти: сини Давид та Марк, а також дочка Сабіна, які займаються футболом. Є двоюрідні брати Ігор, Олег і Георге Андронік, що також були футболістами, а також дядько Микола.